# Moral suasion
La moral suasion (pronuncia italiana [ˈmɒrəl ˈsweɪʒ(ə)n], in italiano reso in maniera imperfetta dalla traduzione persuasione morale), è una sorta di potere intrinseco che può essere esercitato da un'autorità, che in un certo campo ha obblighi di vigilanza e garanzia: essa induce i soggetti vigilati a un comportamento moralmente e socialmente corretto, non ricorrendo direttamente ai poteri che la legge le mette a disposizione per l'esercizio delle sue funzioni (o dei quali necessita ma che la legge non prevede esercitati, quantomeno in via diretta), ovvero basandosi sull'autorevolezza del proprio status di autorità super partes, nonché sull'importanza del proprio ruolo.
In ultima ratio, vi si può ricorrere in funzione delle differenti esternalità che possono essere generate da un intervento a carattere imperativo, pregno di valenza giuridica diretta, piuttosto che da uno a impatto socialmente rilevante ma privo di effetti giuridici immediati (qual è appunto il caso della moral suasion).

## Caratteristiche
Si fa ricorso alla moral suasion, tra l'altro, quando l'autorità ha necessità che un tale comportamento venga messo in pratica, per il raggiungimento degli obiettivi per cui viene costituita, ma non ha potestà regolamentare o questa risulta insufficiente, o quando ravvisa la possibilità che tramite un consiglio autorevole anziché tramite un invito a carattere imperativo, si raggiunga lo scopo in maniera più celere, efficace o meno traumatica per il contesto in cui si agisce.
La moral suasion in buona sostanza è l'effetto dissuasivo o persuasivo, a seconda dei casi, che permette che si giunga a un comportamento virtuoso e dà forza a una correttezza che non viene tutelata direttamente dalla normativa o da un regolamento, ma il cui potere vincolante si basa sulla risonanza che dà l'adeguarsi o meno al comportamento ritenuto moralmente corretto.

## Nel mondo economico
In campo economico, a un livello più permeante, vi sono autorità che possono esercitare tale influenza nei confronti dei soggetti sottoposti alla loro vigilanza che dovessero infrangere normative e/o regolamenti, in quanto all'infrazione accertata corrisponde una pubblicazione della notizia su testata giornalistica a tiratura nazionale.
L'effetto su cui punta la moral suasion è appunto di tipo reputazionale.

### Esempio
Mentre un cliente che decide di rivolgersi alla Banca d'Italia con un esposto per segnalare un'infrazione della banca di cui è cliente otterrà come risposta che questa non può provvedere, in quanto non rientra nelle sue facoltà la soluzione del contendere, e rimanda la competenza al giudice civile per dirimere la controversia aggiunge anche che ne terrà conto ai fini della vigilanza: per questo motivo, mentre il cliente riceve questa risposta apparentemente insoddisfacente, allo stesso tempo si avrà che la Banca d'Italia chiede chiarimenti in merito alla banca segnalata, soprattutto se le segnalazioni sono più di una o gravi, per garantire quanto previsto all'art. 5 del Testo unico delle leggi in materia bancaria e creditizia (Decreto legislativo 1º settembre 1993, n. 385 - T.U.B.)
CIT.:
Articolo 5  (Finalità e destinatari della vigilanza)
1. Le autorità creditizie esercitano i poteri di vigilanza a esse attribuiti dal presente decreto legislativo, avendo riguardo alla sana e prudente gestione dei soggetti vigilati, alla stabilità complessiva, all'efficienza e alla competitività del sistema finanziario nonché all'osservanza delle disposizioni in materia creditizia.
[....]
In tal caso la banca, se sa di essere in torto, per non subire un accesso ad ordine dell'autorità di vigilanza, preferirà agire per rimediare all'errore.

## Nel mondo politico
In campo politico, sia che si parli dell'ambito nazionale che di quello internazionale, le cariche riconosciute per legge e le figure economiche di rilievo hanno poteri di moral suasion derivante dal rispetto del loro ruolo, dal prestigio e dalla competenza, sia a livello nazionale che internazionale: l'adeguarsi a un atteggiamento socialmente corretto, da loro suggerito, porta a un beneficio in termini di immagine, oppure il non adeguarsi ha effetti negativi, nei rapporti con terzi.
Una moral suasion sulla politica economica potremmo vederla nelle relazioni tra le agenzie di rating e gli stati sovrani, e di queste sui mercati con la valutazione dei debiti nazionali e la valutazione di solvibilità nonché probabilità di default (insolvenza):
tali agenzie muovono il mercato a seconda delle valutazioni dei loro analisti, ma, per certi versi, possono perseguire gli interessi di politica economica e monetaria dei paesi dove hanno la sede amministrativa o legale.
Il loro potere sui mercati si è potuto verificare sia con la crisi cominciata nel 2008, sia di recente con la situazione debitoria degli stati della comunità europea e, dunque, dei titoli di debito pubblico di alcuni stati europei e le relative influenze sull'euro e sull'economia dell'eurozona.
In questa situazione vi è stata una reazione degli enti sovranazionali di moral suasion nei confronti sia dei mercati sia degli stati nazionali: ciò è avvenuto da una parte con la rassicurazione dei mercati e degli investitori sulla solidità degli stati europei e dell'Eurosistema, dall'altra con la richiesta di politiche di gestione del debito pubblico volte al risanamento dei conti e al rilancio dell'economia nazionale.
Si avvicina alla moral suasion la soft law delle direttive europee non autoesecutive emanate dagli organi dell'Unione europea: in esse sono presenti indicazioni relative a tematiche di comune interesse per gli stati membri ma che non hanno carattere normativo proprio ma di indirizzo. I paesi membri possono decidere di aderirvi o meno, ma l'adesione o adeguamento è caldamente consigliato, tanto da portare i paesi a seguire tale linea prevista a livello comunitario.

### Nel diritto costituzionale italiano
Al Quirinale "la moral suasion è ormai prassi consolidata. Nei fatti è una concertazione preventiva tra Quirinale, Governo e Parlamento, attraverso la quale in sostanza si punta a evitare quegli strappi istituzionali che inevitabilmente si accompagnano a una decisione di rinvio alle Camere. Precedenti illustri è possibile rintracciarne del resto a partire dalla presidenza Einaudi. Nello «Scrittoio del presidente» si citano espressamente diversi casi di lettere inviate al ministro del Tesoro e ad altri ministri dell'epoca. Lettere, inviti espliciti al Parlamento Napolitano ne ha inviati in diverse occasioni, per stigmatizzare tra l'altro la prassi di inserire nei disegni di legge di conversione dei decreti norme disomogenee e del tutto estranee al contenuto originario del provvedimento".